# Maximilian Eugen Gosseau d'Henef
Maximilian Eugen grof Gosseau d'Henef  (1678. - 1744.) (također Coseaux i de Heneff ), austrijski arhitekt, opkoparski pukovnik carske vojske, elzaškog podrijetla. Gradio utvrde.
Usred gradnje grada preuzeo je gradnju grada. Izgradnju Tvrđe prvo je vodio general Johann Stephan von Beckers, dok se Gosseau spominje kao projektant. Proslavio se svojim arhitektonskim zvjezdastim rješenjem osječkim Tvrđe, koja odudara od ostalih onodobnih utvrda. Sljedbenik graditeljske škole vojnih utvrđenja poznatog francuskog graditelja Vaubana. Za razliku od mnogih europskih graditelja utvrda koji su gradili pod Vaubonovim utjecajem, Gosseau se suočio s mnoštvom problema. Bio je angažiran i na izgradnji Petrovaradina. Od 1717. godine vlasnikom je zemljišta u Nuštru. Imanje je kupio od sina udovice pukovnika Ivana Makara 19. siječnja 1715. za 14.000 forinta. Od kralja Karla VI. dobio je odobrenje 1718. godine za proširenje posjeda na Vinkovce, a sjedište vlastelinstva prenio je u Nuštar.
Po svojoj je koncepciji sagradio barokni kompleks jednokatni dvorca, kapele (vjerojatno i projektirao), vrta, a jahaća staza od dvorske kapele Uznesenja sv. Križa do dvorca vodila je do velike šume-lovišta. Gosseau je od prve zamislio blisku integraciju seoske zajednice na svom vlastelinstvu, tako da nije odvojen od sela, nego koncipiran kao dio pravog središta zajednice. I rajski vrt je kao i Nuštar i vlastelinstvo bio uprostoren u obliku križa. Radi gradnje vlastelinskog dvora i gospodarskih zgrada porušio je ostatke benediktinskog samostana i crkve Sv. Duha.
Od izvornog dvorca iz doba grofa Gosseaua danas je ostalo vrlo malo, zbog promjena, dogradnja, proširivanja, ali i zapuštanja i pustošenja.
Umro je 1741. godine. Pokopan je u Nuštru, u dvorskoj kapeli. Dvorska je kapela dugo služila i kao seoska crkva. Maximilianovi nasljednici prodali su imanje barunu Franji Trenku. Zbog pljenidbe Trenkove imovine, dvorac je postao vlasništvo erara, zatim obitelji Šandor Slavnički (Sandor de Szlavnicza) te udajom za grofa Khuen-Belasija stari Gosseauov dvorac došao je u vlasništvo obitelji Khuen. Mali Gosseauov dvorac i cjelina nuštarskog kompleksa teško je oštećena u velikosrpskoj agresiji 1991., kad je teško bombardiran i u kasnijim ratnim razaranjima.

## Vanjske poveznice
- Hrvatski radio - Radio Osijek  Arhivirana inačica izvorne stranice od 1. ožujka 2017. (Wayback Machine) ur. Željka Bačić, Evo gdje smo! Došli smo po priču!. Emitirano: 19. veljače 2014.